# Diatraea impersonatellus
Diatraea impersonatellus là một loài bướm đêm trong họ Crambidae.